# Francesco Cereo de Mayda
Francesco Cereo de Mayda (1568 - 23 de agosto de 1626) foi um prelado católico romano que serviu como bispo de Lavello (1621–1626).

## Biografia
Francesco Cereo de Mayda nasceu em Maida, Itália, e foi ordenado frade na Ordem dos Mínimos. No dia 29 de março de 1621, foi nomeado pelo Papa Gregório XV como Bispo de Lavello. Serviu como Bispo de Lavello até à sua morte a 23 de agosto de 1626.